# Mahdī Kheyl
Mahdī Kheyl (persiska: مهدی خيل) är en ort i Iran.   Den ligger i provinsen Mazandaran, i den norra delen av landet, 120 km nordost om huvudstaden Teheran. Mahdī Kheyl ligger 84 meter över havet och antalet invånare är 926.
Terrängen runt Mahdī Kheyl är platt norrut, men söderut är den kuperad. Runt Mahdī Kheyl är det ganska tätbefolkat, med 149 invånare per kvadratkilometer. Närmaste större samhälle är Āmol, 8,3 km nordväst om Mahdī Kheyl. I omgivningarna runt Mahdī Kheyl växer i huvudsak blandskog.